# Пауновичі
Пауновичі (словен. Paunoviči) — поселення в общині Чрномель, Південно-Східна Словенія, Словенія. Висота над рівнем моря: 201,1 м.